# Ví et giặm
Au Vietnam, ví et giặm désignent des chants traditionnels. Ils sont pratiqués sans accompagnement instrumental, à plusieurs occasions, dans les provinces de Nghệ An et Hà Tĩnh, dans le centre-nord du Vietnam. En 2014, à la suite d'une décision de l'Unesco, les chants ví et giặm intègrent la liste représentative du patrimoine culturel immatériel de l'humanité. 

## Pratique
Le ví et le giặm sont chantés dans plusieurs communautés établies dans les provinces Nghệ An et Hà Tĩnh, sans accompagnement musical. Les occasions de chanter sont quotidienne : lors de la fabrication de chapeaux, de la culture du riz dans les champs, en ramant en barque ou en berçant les petits enfants. Les langues employées sont des dialectes des régions où le ví et le giặm sont chantés. Les thèmes des textes sont, le plus souvent, le respect des valeurs fondamentales, comme l'honnêteté, le respect des coutumes et de la tradition, des parents et des autres, ainsi que des traits de caractère comme la loyauté et le dévouement. 

## Mesures de préservation
Pendant l'époque contemporaine, le ví et le giặm sont chantés sur scène, à l'occasion de manifestations culturelles. Des festivals folkloriques et des représentations de chant ont lieu dans les villages et dans les écoles. Des maîtres du chant transmettent ces pratiques culturelles. Il existe une centaine de clubs de ví et de giặm, comptant environ huit cents artistes . Plusieurs initiatives permettent de sauvegarder le ví et le giặm : par exemple, une professeure d'anglais, Dang Thi Anh Phuong, fonda un club consacré à ces chants et en traduisit en anglais afin de les conserver et de les transmettre. 

## Reconnaissance
Le 27 novembre 2014, après la soumission d'un dossier en mars 2013, l'UNESCO décide d'inscrire cette pratique sur la liste représentative du patrimoine culturel immatériel de l'humanité sous la description « Les chants populaires ví et giặm de Nghệ Tĩnh ». D'après le texte écrit par l'Unesco, ces chants rendent moins pénibles les conditions de travail, d'exprimer des sentiments, notamment amoureux, entre garçons et filles non mariés, ainsi que de surmonter les épreuves rencontrées pendant la vie.